# 66.ª edición de los Premios Óscar
La 66.ª edición de los Óscar premió a las mejores películas de 1993. Organizada por la Academia de Artes y Ciencias Cinematográficas, tuvo lugar en el Dorothy Chandler Pavilion de Los Ángeles (Estados Unidos) el 21 de marzo de 1994. La presentadora de la ceremonia fue Whoopi Goldberg. La ceremonia, televisado en Estados Unidos por la ABC, fue producido por Gil Cates y dirigida por Jeff Margolis.

## Candidaturas y ganadores
La lista de Schindler, la gran ganadora con siete estatuillas, es la primera película en blanco y negro en ganar el Óscar a la Mejor película en los últimos 32 años, la última en ganar la estatuilla fue The Apartment en 1960. La directora Jane Campion  se convirtió en la segunda mujer en conseguir una nominación al Óscar a la mejor dirección. Por primera  vez en la historia del Óscar dos actrices consiguen  una doble nominación al Óscar en la misma edición en las categorías de Mejor actriz y Mejor actriz de reparto, ellas son: Holly Hunter y Emma Thompsonrespectivamente.  Anna Paquin gana el Óscar  a la Mejor actriz de reparto a los 11 años de edad, convirtiéndose en la segunda actriz más joven en ganar la estatuilla, solamente es superada por la actriz Tatum O'Neal quien  ganó el Óscar en la misma categoría  al tener 10 años de edad por su interpretación en la película Paper Moon en 1973.

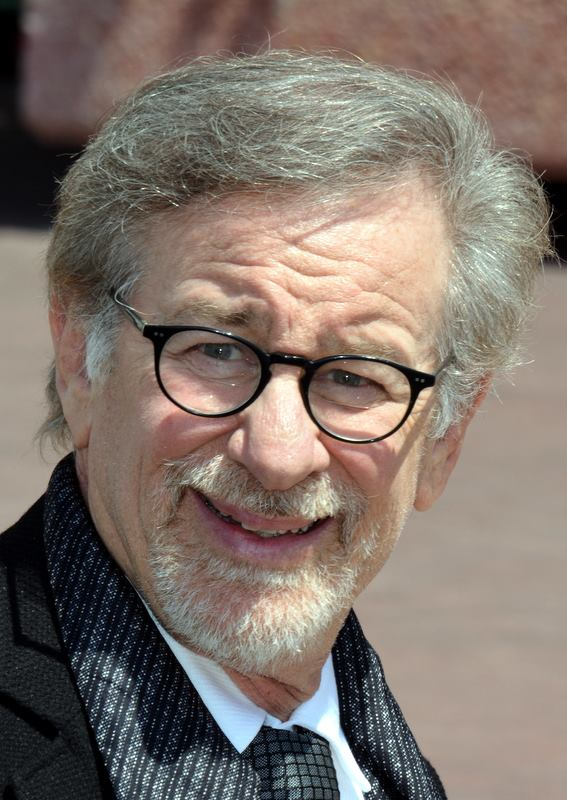
Steven Spielberg fue el ganador del Óscar al mejor director por La lista de Schindler.

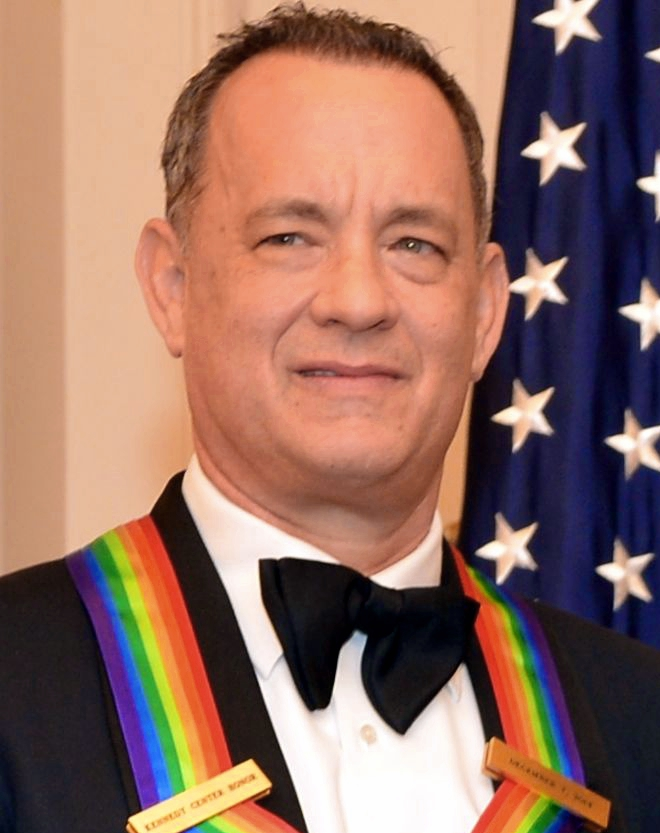
Tom Hanks fue el ganador del Óscar al mejor actor por Philadelphia.

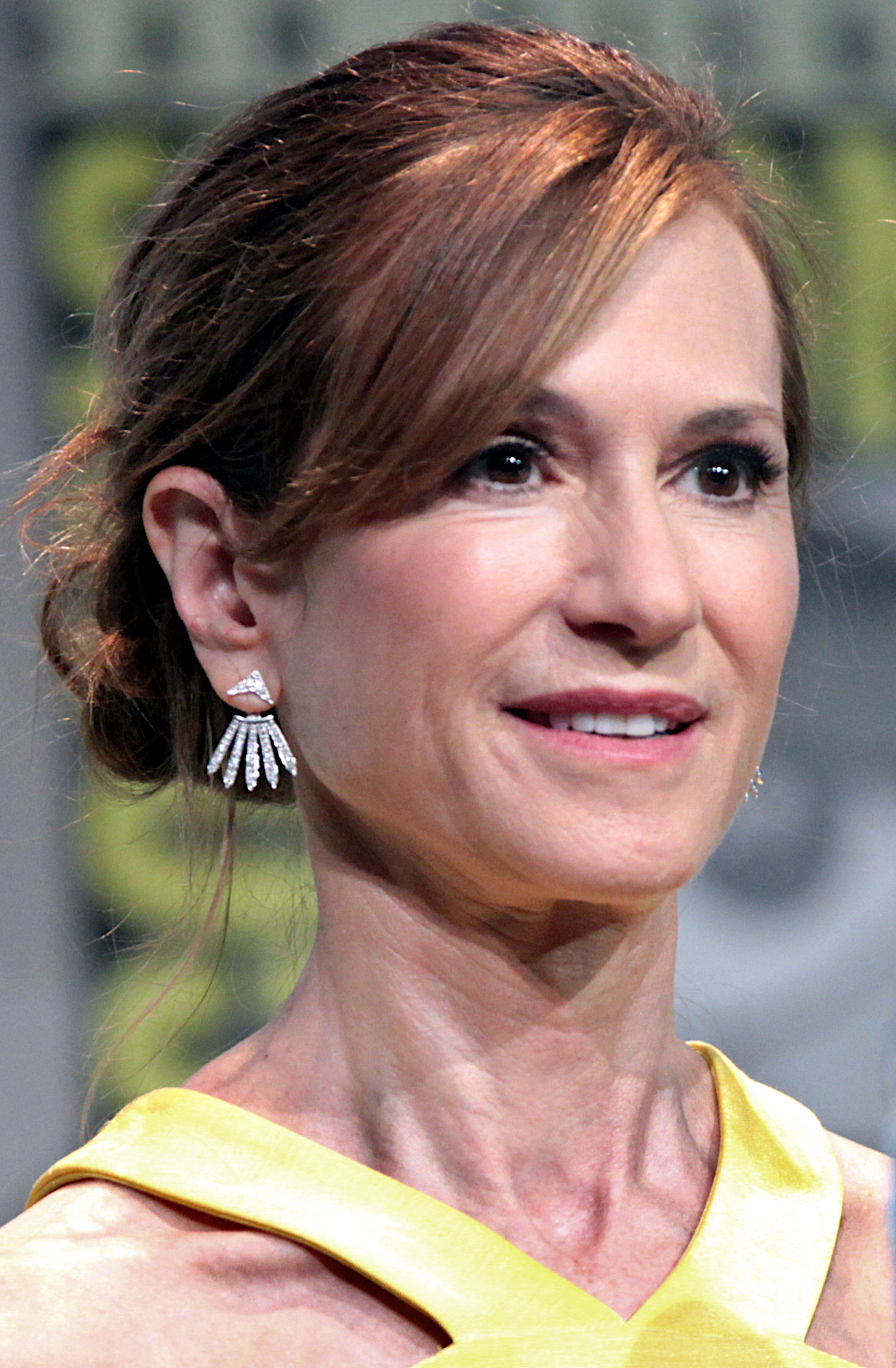
Holly Hunter fue la ganadora del Óscar a mejor actriz por The Piano.

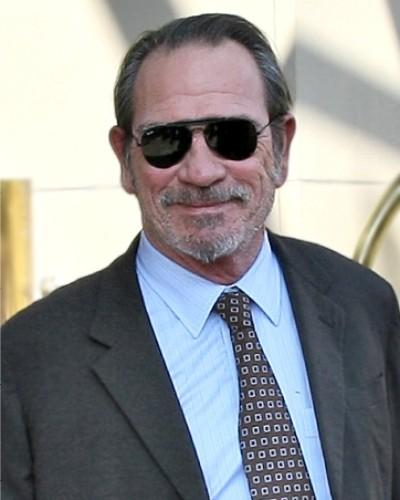
Tommy Lee Jones fue el ganador del Óscar a mejor actor de reparto por El fugitivo.

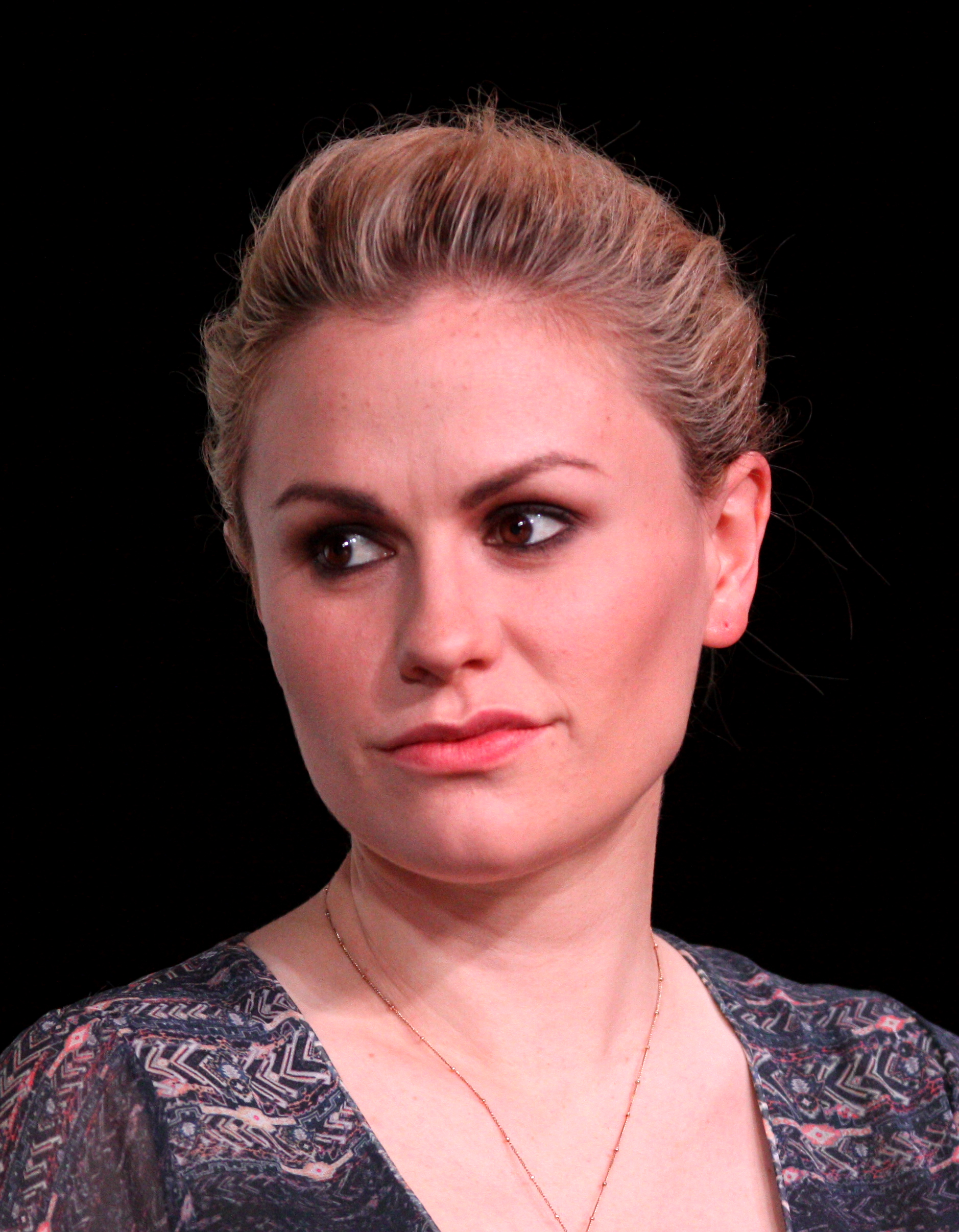
Anna Paquin fue la ganadora del Óscar a la mejor actriz de reparto por The Piano.

 Indica el ganador dentro de cada categoría.
| Mejor película Presentado por: Harrison Ford | Mejor director Presentado por: Clint Eastwood |
| --- | --- |
| Schindler's List (La lista de Schindler) — Steven Spielberg, Gerald R. Molen y Branko Lustig. | Steven Spielberg — Schindler's List (La lista de Schindler) |
| - The Fugitive (El fugitivo) — Arnold Kopelson - In the Name of the Father (En el nombre del padre) — Jim Sheridan - The Piano (El piano) — Jane Campion - The Remains of the Day (Lo que queda del día) — Ismail Merchant, Mike Nichols y John Calley. | - Robert Altman — Short Cuts (Vidas cruzadas) - Jane Campion — The Piano (El piano) - James Ivory — The Remains of the Day (Lo que queda del día) - Jim Sheridan — In the Name of the Father (En el nombre del padre) |
| Mejor actor Presentado por: Emma Thompson | Mejor actriz Presentado por: Al Pacino |
| Tom Hanks — Philadelphia como Andrew Beckett | Holly Hunter — The Piano (El piano) como Ada McGrath |
| - Daniel Day-Lewis — In the Name of the Father (En el nombre del padre) como Gerry Conlon - Laurence Fishburne — What's Love Got to Do with It como Ike Turner - Anthony Hopkins — The Remains of the Day (Lo que queda del día) como James Stevens - Liam Neeson — Schindler's List (La lista de Schindler) como Oskar Schindler | - Angela Bassett — What's Love Got to Do with It como Tina Turner - Stockard Channing — Six Degrees of Separation (Seis grados de separación) como Ouisa Kittredge - Emma Thompson— The Remains of the Day (Lo que queda del día) como Sarah "Sally" Kenton - Debra Winger — Shadowlands (Tierras de penumbra) como Joy Gresham |
| Mejor actor de reparto Presentado por: Marisa Tomei | Mejor actriz de reparto Presentado por: Gene Hackman |
| Tommy Lee Jones — The Fugitive (El fugitivo) como Samuel Gerard | Anna Paquin — The Piano (El piano) como Flora McGrath |
| - Leonardo DiCaprio — What's Eating Gilbert Grape) (¿A quién ama Gilbert Grape?) como Arnie Grape - Ralph Fiennes — Schindler's List (La lista de Schindler) como Amon Göth - John Malkovich — In the Line of Fire (En la línea de fuego) como Mitch Leary - Pete Postlethwaite — In the Name of the Father (En el nombre del padre) como Giuseppe Conlon | - Holly Hunter — The Firm (La tapadera) como Tamara "Tammy" Hemphill - Rosie Perez — Fearless (Sin miedo a la vida) como Carla Rodrigo - Winona Ryder — The Age of Innocence (La edad de la inocencia) como May Welland - Emma Thompson — In the Name of the Father (En el nombre del padre) como Gareth Peirce |
| Mejor guion original Presentado por: Jeremy Irons | Mejor guion adaptado Presentado por: Jeremy Irons |
| The Piano (El piano) — Jane Campion | Schindler's List (La lista de Schindler) — Steven Zaillian basado en El arca de Schindler por Thomas Keneally |
| - Dave, presidente por un día — Gary Ross - In the Line of Fire (En la línea de fuego) — Jeff Maguire - Philadelphia — Ron Nyswaner - Sleepless in Seattle (Algo para recordar) — Nora Ephron, David S. Ward y Jeff Arch | - In the Name of the Father (En el nombre del padre) — Terry George y Jim Sheridan basado en En el nombre del padre por Jim Sheridan - The Age of Innocence (La edad de la inocencia) — Jay Cocks y Martin Scorsese basado en La edad de la inocencia de Edith Wharton - The Remains of the Day (Lo que queda del día) — Ruth Prawer Jhabvala basado en Lo que queda del día por Kazuo Ishiguro - Shadowlands (Tierras de penumbra) — William Nicholson basado en Shadowlands por William Nicholson |
| Mejor película extranjera (de habla no inglesa) Presentado por: Anthony Hopkins | |
| Belle Époque (España) en español — Fernando Trueba. | |
| - Ba wang bie ji (Adiós a mi concubina) (Hong Kong) en mandarín — Chen Kaige - Xi yan (El banquete de boda) (Taiwán) en mandarín — Ang Lee - Mùi du du xanh (El olor de la papaya verde) (Vietnam) en vietnamita — Anh Hung Tran - Hedd Wyn (Reino Unido) en galés — Paul Turner | |
| Mejor documental largo Presentado por: Nicole Kidman y Christian Slater | Mejor documental corto Presentado por: Nicole Kidman y Christian Slater |
| I Am a Promise: The Children of Stanton Elementary School — Susan Raymond y Alan Raymond | Defending Our Lives — Margaret Lazarus y Renner Wunderlich |
| - Children of Fate — Susan Todd y Andrew Young - For Better or for Worse — David Collier y Betsy Thompson - The Broadcast Tapes of Dr. Peter — David Paperny y Arthur Ginsberg - The War Room — D. A. Pennebaker y Chris Hegedus | - Blood Ties: The Life and Work of Sally Mann — Steven Cantor y Peter Spirer - Chicks in White Satin — Elaine Holliman y Jason Schneider |
| Mejor cortometraje Presentado por: Rosie O'Donnell | Mejor cortometraje animado Presentado por: Rosie O'Donnell |
| Schwarzfahrer — Pepe Danquart | Wallace & Gromit in The Wrong Trousers — Nick Park |
| - Down on the Waterfront — Stacy Title y Jonathan Penner - Partners — Peter Weller y Jana Sue Memel - The Dutch Master — Susan Seidelman y Jonathan Brett - The Screw (La Vis) — Didier Flamand | - Blindscape — Stephen Palmer - Small Talk — Bob Godfrey y Kevin Baldwin - The Mighty River — Frédéric Back y Hubert Tison - The Village — Mark Baker |
| Mejor banda sonora Presentado por: Goldie Hawn | Mejor canción original Presentado por: Whitney Houston |
| Schindler's List (La lista de Schindler) — John Williams | «Streets of Philadelphia» — Philadelphia; Música y Letra por Bruce Springsteen. |
| - The Fugitive (El fugitivo) — James Newton Howard - The Age of Innocence (La edad de la inocencia) — Elmer Bernstein - The Remains of the Day (Lo que queda del día) — Richard Robbins - The Firm (La tapadera) — Dave Grusin | - «A Wink and a Smile» — Sleepless in Seattle (Algo para recordar); Música por Marc Shaiman; Letra por Ramsey McLean - «Again» — Poetic Justice (Justicia poética); Música y Letra por Janet Jackson, James Harris III y Terry Lewis - «Philadelphia» — Philadelphia; Música y Letra por Neil Young - «The Day I Fall in Love» — Beethoven's 2nd (Beethoven 2: la familia crece); Música y Letra por Carole Bayer Sager, James Ingram y Clif Magness                                                |
| Mejor edición de sonido Presentado por: Liam Neeson | Mejor sonido Presentado por: Shirley MacLaine y Nicolas Cage |
| Jurassic Park (Parque Jurásico) — Gary Rydstrom y Richard Hymns | Jurassic Park (Parque Jurásico) — Gary Summers, Gary Rydstrom, Shawn Murphy y Ron Judkins |
| - Cliffhanger (Máximo riesgo) — Wylie Stateman y Gregg Baxter - The Fugitive (El fugitivo) — John Leveque y Bruce Stambler | - Cliffhanger (Máximo riesgo) — Michael Minkler, Bob Beemer y Tim Cooney - The Fugitive (El fugitivo) — Donald O. Mitchell, Michael Herbick, Frank A. Montaño y Scott D. Smith - Geronimo: An American Legend (Gerónimo, una leyenda) — Chris Carpenter, D. M. Hemphill, Bill W. Benton y Lee Orloff - Schindler's List (La lista de Schindler) — Andy Nelson, Steve Pederson, Scott Millan y Ron Judkins                                                                                           |
| Mejor dirección artística Presentado por: Tom Hanks | Mejor fotografía Presentado por: Kirk Douglas |
| Schindler's List (La lista de Schindler) — Dirección artística: Allan Starski; Diseño de decorados: Ewa Braun | Schindler's List (La lista de Schindler) — Janusz Kaminski |
| - Addams Family Values (La familia Addams: La tradición continúa) – Dirección artística: Ken Adam; Diseño de decorados: Marvin March - The Age of Innocence (La edad de la inocencia) — Dirección artística: Dante Ferretti; Diseño de decorados: Robert J. Franco - The Remains of the Day (Lo que queda del día) — Dirección artística: Luciana Arrighi; Diseño de decorados: Ian Whittaker - Orlando — Dirección artística: Ben Van Os; Diseño de decorados: Jan Roelfs | - Ba wang bie ji (Adiós a mi concubina) — Gu Changwei - The Fugitive (El fugitivo) — Michael Chapman - Searching for Bobby Fischer (En busca de Bobby Fischer) — Conrad L. Hall - The Piano (El piano) — Stuart Dryburgh |
| Mejor maquillaje Presentado por: Val Kilmer y Joan Chen | Mejor diseño de vestuario Presentado por: Sharon Stone |
| Mrs. Doubtfire (La señora Doubtfire) — Greg Cannom, Ve Neill y Yolanda Toussieng | The Age of Innocence (La edad de la inocencia) — Gabriella Pescucci |
| - Schindler's List (La lista de Schindler) — Christina Smith, Matthew Mungle y Judy Alexander Cory - Philadelphia — Carl Fullerton y Alan D'Angerio | - Schindler's List (La lista de Schindler) — Anna Biedrzycka-Sheppard - The Remains of the Day (Lo que queda del día) — Jenny Beavan y John Bright - Orlando — Sandy Powell - The Piano (El piano) — Janet Patterson |
| Mejor montaje Presentado por: Geena Davis | Mejores efectos visuales Presentado por: Elijah Wood |
| Schindler's List (La lista de Schindler) — Michael Kahn | Jurassic Park (Parque Jurásico) — Dennis Muren, Stan Winston, Phil Tippett y Michael Lantieri |
| - The Fugitive (El fugitivo) — Dennis Virkler, David Finfer, Dean Goodhill, Don Brochu, Richard Nord y Dov Hoenig - In the Name of the Father (En el nombre del padre) — Gerry Hambling - In the Line of Fire (En la línea de fuego) — Anne V. Coates - The Piano (El piano) — Veronika Jenet | - Cliffhanger (Máximo riesgo) — Neil Krepela, John Richardson, John Bruno y Pamela Easley - The Nightmare Before Christmas (Pesadilla antes de Navidad) — Pete Kozachik, Eric Leighton, Ariel Velasco Shaw y Gordon Baker |

### Oscar Honorífico
- Deborah Kerr, presentado por Glenn Close

### Premio Humanitario Jean Hersholt
- Paul Newman, presentado por Tom Cruise

## In Memoriam
En el transcurso de la ceremonia se presentó un tributo a los profesionales fallecidos en 1993: 
- Lillian Gish
- Myrna Loy
- Joseph Cotten
- George McFarland
- Ruby Keeler
- Telly Savalas
- Melina Mercouri
- Cesar Romero
- Ted Haworth
- Vincent Price
- Stewart Granger
- Samuel Bronston
- River Phoenix
- Raymond Burr
- Cantinflas
- Alexis Smith
- Joseph L. Mankiewicz
- Irene Sharaff
- Helen Hayes
- John Candy
- Sammy Cahn
- Ray Sharkey
- Federico Fellini
- Don Ameche
- Audrey Hepburn
- Brandon Lee
- Dinah Shore
- Fred Gwynne
- Vincent Gardenia

## Premios y nominaciones múltiples
| Película                                           | Nominaciones | Premios |
| -------------------------------------------------- | ------------ | ------- |
| Schindler's List (La lista de Schindler)           | 12           | 7       |
| The Piano (El piano)                               | 8            | 3       |
| Jurassic Park (Parque Jurásico)                    | 3            | 3       |
| Philadelphia                                       | 5            | 2       |
| The Fugitive (El fugitivo)                         | 7            | 1       |
| The Age of Innocence (La edad de la inocencia)     | 5            | 1       |
| Belle Époque                                       | 1            | 1       |
| Mrs. Doubtfire (La señora Doubtfire)               | 1            | 1       |
| The Remains of the Day (Lo que queda del día)      | 8            | 0       |
| In the Name of the Father (En el nombre del padre) | 7            | 0       |
| In the Line of Fire (En la línea de fuego)         | 3            | 0       |
| Cliffhanger (Máximo riesgo)                        | 3            | 0       |
| What's Love Got to Do with It                      | 2            | 0       |
| Shadowlands (Tierras de penumbra)                  | 2            | 0       |
| The Firm (La tapadera)                             | 2            | 0       |
| Sleepless in Seattle (Algo para recordar)          | 2            | 0       |
| Ba wang bie ji (Adiós a mi concubina)              | 2            | 0       |
| Orlando                                            | 2            | 0       |